# Apomys magnus
Apomys magnus  (Heaney & Al., 2011) è un roditore della famiglia dei Muridi endemico dell'isola di Luzon, nelle Filippine.

## Descrizione

### Dimensioni
Roditore di piccole dimensioni, con la lunghezza totale tra 272 e 305 mm, la lunghezza della coda tra 133 e 154 mm, la lunghezza del piede tra 37 e 41 mm, la lunghezza delle orecchie tra 21 e 23 mm e un peso fino a 128 g.

### Aspetto
Le parti superiori sono marroni scure con la punta dei singoli peli più scura, mentre le parti ventrali sono bianche, con la base dei peli grigia. Il dorso dei piedi è ricoperto di peli bianchi o color crema. La coda è lunga quanto la testa ed il corpo, è marrone scura sopra e priva di pigmento sotto.

## Biologia

### Comportamento
È una specie terricola e notturna.

### Alimentazione
Si nutre di vermi, altri invertebrati e semi.

## Distribuzione e habitat
Questa specie è endemica del Monte Banahaw, nella parte centrale dell'isola di Luzon, nelle Filippine.
Vive nelle foreste pluviali montane e di pianura tra 765 e 1.465 metri di altitudine.

## Conservazione
Questa specie, essendo stata scoperta solo recentemente, non è stata sottoposta ancora a nessun criterio di conservazione.